# Zbarazh
Zbarazh (tiếng Ukraina: Збараж) là một thành phố của Ukraina. Thành phố này thuộc tỉnh Ternopil. Thành phố này có diện tích ? km², dân số theo điều tra dân số năm 2001 là 13.228 người.